# Aleiphaquilon taeniatum
Aleiphaquilon taeniatum là một loài bọ cánh cứng trong họ Cerambycidae.